# Phebe Novakovic
Phebe Novakovic est une femme d'affaires et une ancienne officière du renseignement née en 1958, Présidente-directrice générale de General Dynamics. En 2014, elle est répertoriée comme la 65e femme la plus puissante au monde par le magazine Forbes.

## Biographie
D'origine serbe, Phebe Novakovic est diplômée du Smith College, la plus grande université pour femmes des États-Unis à Northampton. Elle a ensuite obtenu une maîtrise en administration des affaires à la Wharton School de l'Université de Pennsylvanie.
Elle commence à travailler à la Central Intelligence Agency. Entre 1997 et 2001, elle travaille pour le département de la Défense des États-Unis.
Elle rejoint General Dynamics en 2001 et devient directrice de l'exploitation en 2012. Depuis janvier 2013, elle est la présidente-directrice générale de cette société de conception et de fabrication d'avions militaires.
Elle siège également au conseil d'administration d'Abbott Laboratories depuis 2010.